# راندي دينتون
راندي دينتون (بالإنجليزية: Randy Denton)‏ مواليد 18 فبراير 1949 في رالي، هو لاعب كرة سلة أمريكي معتزل. بدأ مسيرته الاحترافية في سنة 1971. تم اختياره من قبل فريق بوسطن سيلتكس خلال الدرافت. يبلغ طوله 6 قدم 10 بوصة (2.1 م). اعتزل اللعب في 1979. أحرز خلال مسيرته في الإن بي إيه 4749 نقطة بمعدل 11.5 نقطة في المباراة الواحدة. لعب مع كارولاينا كوغارز وأتلانتا هوكس.

## روابط خارجية
- راندي دينتون على موقع إن بي أي (الإنجليزية)
- راندي دينتون على موقع سبورتس رفرنس (الإنجليزية)
- راندي دينتون على موقع كلية كرة السلة في سبورتس رفرنس.كوم (الإنجليزية)
- راندي دينتون على موقع ريلجم (الإنجليزية)
- راندي دينتون على موقع بروبوليرز (الإنجليزية)
- راندي دينتون على موقع قاعة كارولاينا الشمالية للمشاهير الرياضية (الإنجليزية)